# Giovanni Piccolomo
Giovanni Picolomo (Sorocaba, Sâo Paulo, Brasil, 4 de abril de 1994) es un futbolista brasileño que juega en la posición de centrocampista en Sport Club do Recife de la Serie B de Brasil.

## Trayectoria

### Infancia
Comenzó a demostrar sus habilidades desde pequeño en la ciudad de Sorocaba. Jugando por las selecciones locales, como E. C. Mánchester, Guarany F. S, entre otras. También ha sido un jugador de fútbol sala.

### Corinthians
Oriundo de las categorías básicas del equipo de São Paulo, llegó a la fama cuando ganó la Copa São Paulo Júnior de 2012, jugó muy bien en la competición. Durante el campeonato Piccolomo llegó a marcar dos goles en el mismo partido (contra el Athletico Paranaense, que coincida válida para la semifinal). También había desempeñado un importante papel en los octavos de final, cuando hizo asistencia para gol y creó oportunidades contra Primera Camisa.
Pero solo alcanzó visibilidad nacional cuando anotó su primer gol en profesional contra Grêmio por el Campeonato Brasileño, en septiembre de 2012. Fue el quinto centrocampista del Corinthians con rendimiento del equipo profesional.
Comenzó a ganar el reconocimiento de la afición después de descartar en la Selección Sub-20 para ir a Japón en la Copa Mundial de Clubes de la FIFA 2012, a pesar de que era casi seguro que estaría en el banco, lo que de hecho ocurrió. Más tarde, la fiesta de celebración del título hizo varios rivales burlas junto con su compañero del club Jorge Henrique y Emerson, que llevó a los aficionados en el lugar para el delirio, y causó una gran polémica con los aficionados rivales.
Tenía un inicio de 2013 con muchas expectativas, el hecho de que terminó muy bien el año 2012, y al ser campeón del Mundial de Clubes en 2012 con tan sólo 18 años, y se reunió con regularidad por la Selección Sub-20. Y, en efecto tuvo la oportunidad de mostrar su fútbol en las tres primeras rondas del Campeonato Paulista 2013, donde el entrenador Tite decidió salvar a sus jugadores clave. Y de nuevo protagonizada por un hecho que tuvo gran repercusión en los medios y entre los aficionados cuando anotó su segundo gol como profesional, después de una gran jugada protagonizada por el carismático chino Chen Zhizhao. Pero a pesar de todo no consiguió tirar de los reflectores para sí, por el hecho de jugar sobrecargado en el marco y junto con muchas reservas, causando bajo rendimiento en el equipo.
Tras el regreso de los propietarios y con los fichajes estrella de Renato Augusto y Alexandre Pato, aumentado considerablemente la competencia en el sector ofensivo y no tenía más oportunidades. En junio se prestó a Ponte Preta a finales de 2013, con el objetivo de fortalecer las llanuras de personal en el Brasileirão 2013.
Se prestó a 2014, para Portuguesa. En 2015, fue cedido al São Bento, equipo de su ciudad, Sorocaba.
En 2015 apareció primero para el São Bento en el Campeonato Paulista de 2015, y luego para el Athletico Paranaense en el 2015 Campeonato Brasileiro Série A. Durante los últimos 6 meses de su contrato con el Corinthians estuvo cedido al Tigres do Brasil y jugó en el 2016 Campeonato Carioca.

### São Bento
Terminado su contrato con el Corinthians, Giovanni Piccolomo firmó por segunda vez con el São Bento en julio de 2016, acordando un contrato hasta el final del Campeonato Brasileiro Série D 2016. Jugó en seis de los partidos de la segunda fase, marcó dos goles, ayudó al São Bento a ascender y aceptó permanecer en el club en 2017.

### Náutico
En mayo de 2017, Giovanni Piccolomo se unió al Náutico para jugar en el Campeonato Brasileiro Série B 2017. Después de jugar 21 partidos, pidió la rescisión del contrato. Según su gerente esto se debió a problemas personales, pero el propio Giovanni culpó a la falta de pago de salarios.

### Goías
En diciembre de 2017 fichó por el Goiás E. C.. Sus 33 apariciones y 5 goles ayudaron al club a ganar el ascenso del 2018 Campeonato Brasileiro Série B, pero no se pudo acordar un nuevo contrato y fichó por el Coritiba F. C. en enero de 2019. En total, marcó 7 goles y brindó 9 asistencias en 54 partidos.

### Coritiba
En 2019 fichó por Coritiba, como jugador libre ya que estaba sin contrato al final del año y no llegó a un acuerdo para renovar con Goiás. Despertó el interés de equipos de países como Estados Unidos (de la MLS), Japón y  Árabes Unidos, además del Fluminense. Disputó 44 partidos oficiales y marcó cuatro goles.

### Cruzeiro EC
Fuera de los planes de Coritiba, el jugador vio rescindido su contrato con el club de Paraná. Sin embargo, para inscribir a Giovanni, Cruzeiro necesita deshacerse de la prohibición de transferencia en FIFA. El motivo es la deuda de 1.150 millones de euros, cerca de R$ 7 millones, con Zorya, Ucrania, referente a la compra de los derechos económicos del delantero Willian, en julio de 2014. Debido a esa sanción, el club aún no liquidó la el delantero Iván Angulo, cedido por el Palmeiras hasta el final de la Serie B. La misma situación ocurre con el centrocampista Matheus Índio, revelado en el Vasco y que estuvo en el Estoril, Portugal. Disputó 10 partidos por el Campeonato Brasileiro Serie B y no marcó ningún gol.

### Avaí
En 2021 salió cedido a préstamo al Avaí F. C. donde jugó 17 partidos y anotó dos goles. 

### Regreso a Cruzeiro
En junio de 2021 por un pedido del entrenador Mozart, el mediocampista Giovanni fue devuelto al Cruzeiro en virtud de una cláusula contractual.

## Selección nacional
Fue convocado por la Selección de fútbol sub-20 de Brasil por primera vez en junio de 2012 para disputar el cuadrangular internacional, realizado en Argentina, en el que fue campeón. Después llegó a ser convocado nuevamente varias veces para entrenamientos y amistosos en la Granja Comary, donde se destacó y se convirtió en uno de los principales nombres para brillar en el Sudamericano Sub-20 de 2013, junto al mediocampista Mattheus, hijo del exjugador Bebeto, pero su corazón corintiano habló más alto y abrió la mano de disputar el sudamericano por la canarinha para formar parte del grupo que conquistó el Mundial de Clubes de la FIFA de 2012 para el Corinthians.
Después del véjame de la Selección brasileña sub-20 en el Sudamericano Sub-20 de 2013, donde no estaba presente, fue nuevamente convocado para disputar el Torneo Esperanzas de Toulon de 2013, con la responsabilidad de borrar la mala presentación de la selección al inicio del año. Y superó expectativas con excelentes actuaciones, siendo uno de los destaques del equipo, que al final se consagró campeón. Su gran partido fue a que Brasil venció a México por el marcador de 1-0, donde fue el mejor jugador en el campo, infestó la defensa mexicana, colocó innumerables veces a sus compañeros en la cara del gol, participó en la jugada del gol, y al final aún protagonizó un hermoso lance, con una pedaleada y un humillante pluma, donde luego llevó el golpe y provocó la expulsión del adversario.

## Títulos

### Campeonatos regionales
| Título              | Club              | País   | Año  |
| ------------------- | ----------------- | ------ | ---- |
| Campeonato Paulista | S. C. Corinthians | Brasil | 2013 |
| Campeonato Goiano   | Goiás E. C.       | Brasil | 2018 |

### Campeonatos internacionales
| Título                            | Club              | País  | Año  |
| --------------------------------- | ----------------- | ----- | ---- |
| Copa Mundial de Clubes de la FIFA | S. C. Corinthians | Japón | 2012 |